# Regeringen Tăriceanu II
Regeringen Tăriceanu II var Rumäniens regering mellan 5 april 2007 och 22 december 2008. Regeringen, som leddes av premiärminister Călin Popescu-Tăriceanu var en minoritetsregering bestående av Nationalliberala partiet och Ungerska demokratiska unionen i Rumänien.

## Ministrar[1]
| Bild | Titel                                         | Namn                    | Parti | Parti     | Tillträdde                      | Avgick            |
| ---- | --------------------------------------------- | ----------------------- | ----- | --------- | ------------------------------- | ----------------- |
|      | Premiärminister                               | Călin Popescu-Tăriceanu |       | PNL       | 5 april 2007                    | 22 december 2008  |
|      | Justitieminister                              | Tudor Chiuariu          |       | PNL       | 5 april 2007                    | 10 december 2007  |
|      | Justitieminister                              | Teodor Meleșcanu        |       | PNL       | 15 januari 2008 (tillförordnad) | 29 februari 2008  |
|      | Justitieminister                              | Cătălin Predoiu         |       | PNL       | 29 februari 2008                | 22 december 2008  |
|      | Försvarsminister                              | Teodor Meleșcanu        |       | PNL       | 5 april 2007                    | 22 december 2008  |
|      | Kultur- och religionsminister                 | Adrian Iorgulescu       |       | PNL       | 5 april 2007                    | 22 december 2008  |
|      | Jordbruksminister                             | Decebal Traian Remeș    |       | PNL       | 5 april 2007                    | augusti 2007      |
|      | Jordbruksminister                             | Dacian Cioloș           |       | Oberoende | 5 augusti 2007                  | 22 december 2008  |
|      | Hälsominister                                 | Eugen Nicolăescu        |       | PNL       | 5 april 2007                    | 22 december 2008  |
|      | Utrikesminister                               | Adrian Cioroianu        |       | PNL       | 5 april 2007                    | 15 april 2008     |
|      | Utrikesminister                               | Lazăr Comănescu         |       | oberoende | 15 april 2008                   | 22 december 2008  |
|      | Finansminister                                | Varujan Vosganian       |       | PNL       | 5 april 2007                    | 22 december 2008  |
|      | Arbetsmarknads-, familje- och socialminister  | Paul Păcuraru           |       | PNL       | 5 april 2007                    | september 2008    |
|      | Arbetsmarknads-, familje- och socialminister  | Eugen Nicolăescu        |       | PNL       | september 2008 (tillförordnad)  | 25 september 2008 |
|      | Arbetsmarknads-, familje- och socialminister  | Mariana Câmpeanu        |       | PNL       | 25 september 2008               | 22 december 2008  |
|      | Miljöminister                                 | Attila Korodi           |       | UDMR      | 5 april 2007                    | 22 december 2008  |
|      | Transportminister                             | Ludovic Orban           |       | PNL       | 5 april 2007                    | 22 december 2008  |
|      | Inrikesminister                               | Cristian David          |       | PNL       | 5 april 2007                    | 22 december 2008  |
|      | Regionminister                                | László Borbély          |       | UDMR      | 5 april 2007                    | 22 december 2008  |
|      | Utbildnings-, forsknings- och ungdomsminister | Cristian Adomniței      |       | PNL       | 5 april 2007                    | 8 Oct 2008        |
|      | Utbildnings-, forsknings- och ungdomsminister | Anton Anton             |       | PNL       | 8 oktober 2008                  | 22 december 2008  |
|      | Kommunikations- och IT-minister               | Zsolt Nagy              |       | UDMR      | 5 april 2007                    | 11 juni 2007      |
|      | Kommunikations- och IT-minister               | Iuliu Winkler           |       | UDMR      | 11 juni 2007                    | november 2007     |
|      | Kommunikations- och IT-minister               | Károly Borbély          |       | UDMR      | november 2007                   | 22 december 2008  |
|      | Handelsminister                               | Ovidiu Ioan Silaghi     |       | PNL       | 5 april 2007                    | 22 december 2008  |
|      | Minister för relationen till parlamentet      | Mihai Voicu             |       | PNL       | 5 april 2007                    | 22 december 2008  |